# 570 (numero)
Cinquecentosettanta (570) è il numero naturale dopo il 569 e prima del 571.

## Proprietà matematiche
- È un numero pari.
- È un numero composto.
- È un numero abbondante.
- È un numero tetraprimo, ovvero ricavabile dal prodotto di 4 numeri primi distinti.
- È parte delle terne pitagoriche (136, 570, 586), (304, 570, 646), (342, 456, 570), (570, 760, 950), (570, 1008, 1158), (570, 1368, 1482), (570, 1760, 1850), (570, 3224, 3274), (570, 4256, 4294), (570, 5400, 5430), (570, 9016, 9034), (570, 16240, 16250), (570, 27072, 27078), (570, 81224, 81226).
- È un numero pratico.
- È un numero intero privo di quadrati.

## Astronomia
- 570 Kythera è un asteroide della fascia principale del sistema solare.
- NGC 570 è una galassia spirale della costellazione della Balena.

## Astronautica
- Cosmos 570 è un satellite artificiale russo.